# Принц, Биргит
Би́ргит Принц (нем. Birgit Prinz; род. 25 октября 1977[…], Франкфурт-на-Майне, Гессен[…]) — немецкая футболистка. Большую часть своей карьеры провела в клубе «Франкфурт», за который выступала в общей сложности 13 лет. Двукратная чемпионка мира и пятикратная чемпионка Европы в составе сборной Германии. Лучший бомбардир национальной сборной среди всех европейских футболисток.

## Клубная карьера
Принц начала карьеру в молодёжном клубе SV Dörnigheim FC. В 1998 году Принц перешла во «Франкфурт» и выиграла с ним семь чемпионатов и кубков. В 2003 году Принц отклонила предложение от клуба Серии А «Перуджа», опасаясь попадания в качестве резерва в мужскую команду. В составе «Франкфурта» завоевала множество личных наград, в том числе Футболистка года в Германии с 2001 по 2008 годы. С 2003 по 2005 она трижды была избрана игроком года ФИФА. 12 августа 2011 года объявила о завершении карьеры.

## Национальная сборная
Принц сыграла свой первый матч за сборную Германии 27 июля 1994 года в возрасте 16 лет против Канады. В 1995 году она была самым молодым игроком когда-либо игравшим в финале Кубка мира. В ноябре 2003 года Принц стала капитаном сборной. Вместе с командой дважды выиграла чемпионат мира 2003 и 2007 годах. Она также выиграла Кубок УЕФА по женскому футболу пять раз. Принц с 14 мячами лучший бомбардир чемпионатов мира за все время. Была лучшим бомбардиром за всю историю Олимпиад с 10 мячами (позже её обошла Кристиане, забившая 14).